# Sertularia orthogonalis
Sertularia orthogonalis är en nässeldjursart som beskrevs av Gibbons och Ryland 1989. Sertularia orthogonalis ingår i släktet Sertularia och familjen Sertulariidae. Inga underarter finns listade i Catalogue of Life.